# Kraj Pośród Uprawnych Pól
Kraj Pośród Uprawnych Pól (jap. 葦原の中つ国 Ashihara-no-Nakatsukuni) – w mitologii japońskiej kraina pomiędzy Przestworem Wysokich Niebios a Krainą Ciemności. Stworzył ją Susanoo po wygnaniu przez inne duchy z Przestworu Wysokich Niebios za swoje występki.
Po czasie określenie to stało się synonimem Japonii. Kraj Pośród Uprawnych Pól wspomniany jest w micie o Otoczonym Czcią Duchu Wielkiego Ładu zawartym w Księdze dawnych wydarzeń i Nihongi. Równolegle używany jest termin Kraj Leżący Pośród Rozległych Uprawnych Pól (jap. 豊葦原中国 Toyoashihara-no-Nakatsukuni). Wśród historyków panuje spór o to, jak dokładnie nazywano początkowo Japonię.
Według tradycji ashi (葦) tłumaczono jako „trzciny” (być może wilgotna Japonia w czasach starożytnych pokryta była trzcinami, dlatego zaczęto ją tak określać), ale znak ten można rozumieć także jako „wypełniony, uporządkowany (stąd: zagospodarowany, uprawny)”. To znaczenie prof. Wiesław Kotański uznał za bardziej prawdopodobne.